# Strasz z Białaczowa
Strasz z Białaczowa Kościelnik, Stanisławic herbu Odrowąż zwany również Stras, Strascho lub Straschco (zm. 1408) – starosta łęczycki, kasztelan małogoski, rycerz pasowany.

## Rodzina
Pochodził ze starego możnowładczego rodu Odrowążów z gałęzi, której przedstawiciele pisali się z Białaczowa i imienia Strasz (Stras) używali jako przydomka. Imieniem tym posługiwało się wówczas w Polsce i poza jej granicami (Węgry) wiele osób, stąd identyfikacja występujących w źródłach Straszów jest utrudniona. Matką Strasza była nieznana z imienia przedstawicielka rodu Rawiczów, córka podstolego sandomierskiego Sięgniewa Grotowica. Strasz miał brata o imieniu Błyszcz lub Bliźniec, zapewne tożsamego z Janem z Żelazowic.

## Kariera
- lata siedemdziesiąte XIV wieku – był zapewne dworzaninem księcia mazowieckiego Siemowita i uczestnikiem krzyżackiego rycerskiego stołu honorowego. Jest niemal pewne, iż brał udział w wyprawach krzyżowych przeciw pogańskiej Litwie, jego nazwisko oraz herb zostały odnotowane w dwóch niderlandzkich rolach herbowych,
- 1381 czterech rycerzy, w tym Strasz z Odrowąża, poręczyło w Krakowie biskupowi krakowskiemu Zaklice za zaciągającego 100 grzywien pożyczki księcia mazowieckiego Siemowita IV (zapewne Strasz przebywał wówczas na dworze mazowieckim),
- 1384 po raz pierwszy wzmiankowany w księdze ziemskiej krakowskiej, toczył wówczas spór z sąsiadami (z Warsem oraz wdową po Janie Guth) o wieś Kościelniki[1]. W Kościelnikach wówczas znajdował się duży i bogaty folwark rycerski. Do klucza dóbr kościelnickich należały też Stanisławice i Wolica,
- 12 lutego 1386 zapewne był świadkiem uroczystego wjazdu Jagiełły do Krakowa[2],
- 1387 towarzyszy królowi w jego pierwszej po przyjęciu chrztu podróży na Litwę, jest świadkiem chrystianizacji Litwy[3], był też zapewne w Wilnie na ślubie Siemowita IV z Aleksandrą, siostrą królewską[4],
- 1 czerwca 1387 wystąpił w Wilnie w liście świadków królewskiego dokumentu fundacyjnego dla kościoła w Obolcach koło Oszmiany,
- przed 1398 wszedł w posiadanie klucza w powiecie pilzneńskim, obejmującego Sędziszów oraz trzy lokowane w pobliżu Wole,
- 1390 wziął udział w wyprawie Władysława Jagiełły przeciw księciu litewskiemu Witoldowi, w Łęczycy przewodniczył posiedzeniu sądu ziemskiego, odbył podróż na Węgry,
- 25 stycznia 1391 w dowód zasług otrzymuje od króla dom przy ulicy Grodzkiej w Krakowie, naprzeciw kościoła św. Andrzeja, w dokumencie nadania jest nazwany kasztelanem małogoskim[5], 18 maja tego roku jest nazwany rycerzem pasowanym, podejmuje w Łęczycy króla i delegację mazowiecką, 2 września jest świadkiem na królewskim dokumencie nadania księciu mazowieckiemu ziemi drohickiej i innych części Podlasia,
- 22 sierpnia 1392 ostatnia wzmianka o Straszu jako staroście łęczyckim,
- 1395 – 1398 jest rozjemcą w zażegnywaniu sporu granicznego między Drużynitami z Łapanowa a opactwem w Mogile,
- 26 stycznia 1397 jest świadkiem na dokumentach Władysława Jagiełły, ustanawiających oprawę królowej Jadwigi na części ziem Królestwa i dochodach z żup; w kwietniu tego roku przebywał, zapewne z misją dyplomatyczną, w Budzie; zasiadał jako asesor w sądzie wiecowym w Wiślicy,
- 7 marca 1408 po raz ostatni wzmiankowany był w źródłach jako żyjący, w dniu 27 grudnia 1408 jego żona wystąpiła jako wdowa.